# Budapest Kongresszusi Központ
A Budapest Kongresszusi Központ (Budapest Congress Center) Magyarország legnagyobb, legmodernebb kongresszusi és rendezvény helyszíne. Az épület 1984-ben épült Finta József tervei alapján. Az épületegyüttes a mai Gesztenyés-kertben található, melynek helyén Buda egykori legnagyobb temetője, a Németvölgyi temető állt.
2005-ben az Accor-Pannonia Hotels Rt. újította fel a Budapest Kongresszusi Központot (BKK), amely ettől kezdve angolul a Budapest Congress & World Trade Center, majd a Budapest Congress Center elnevezést kapta.

## Galéria

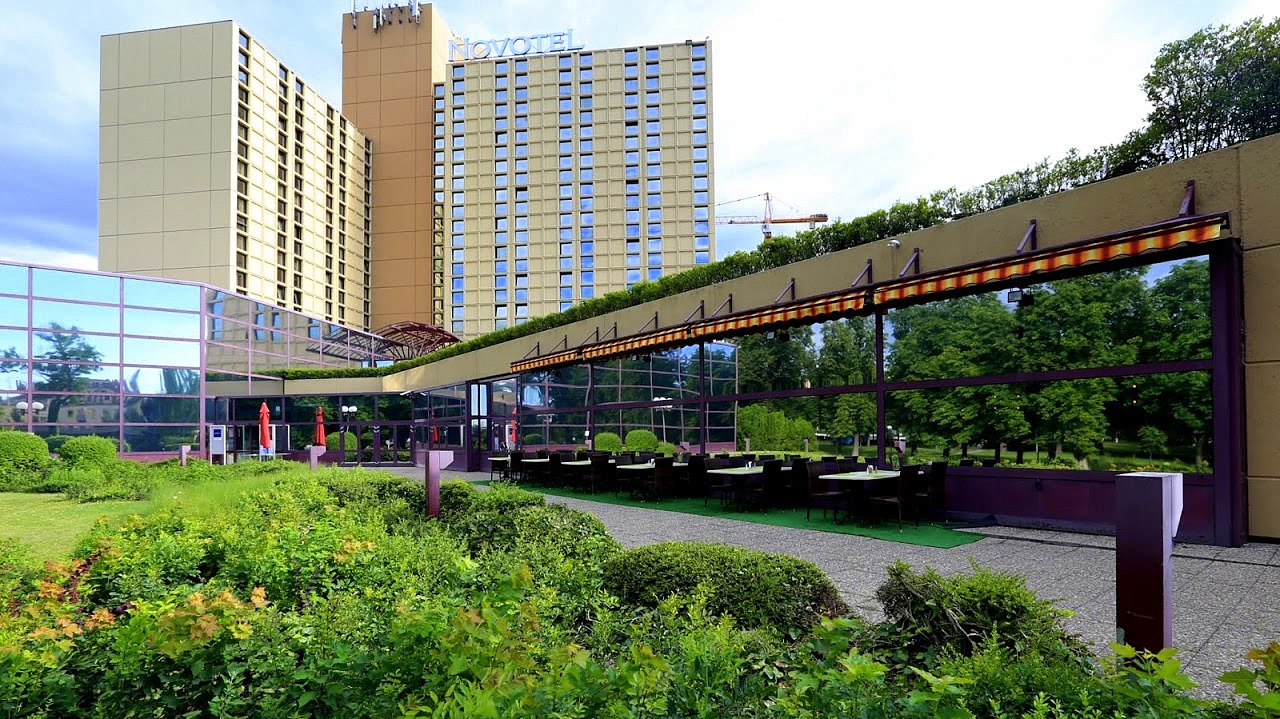
Budapest Kongresszusi Központ, - és mögötte a Novotel Hotel
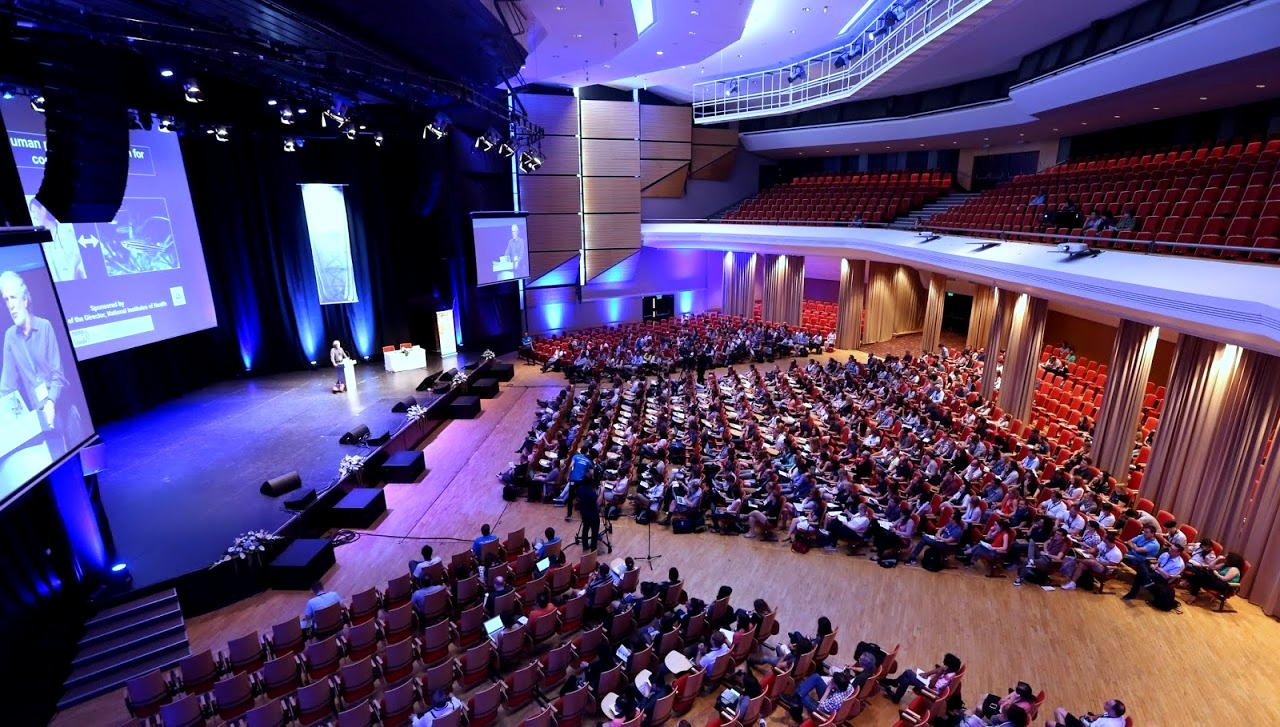
Budapest Kongresszusi Központ, nagyterem
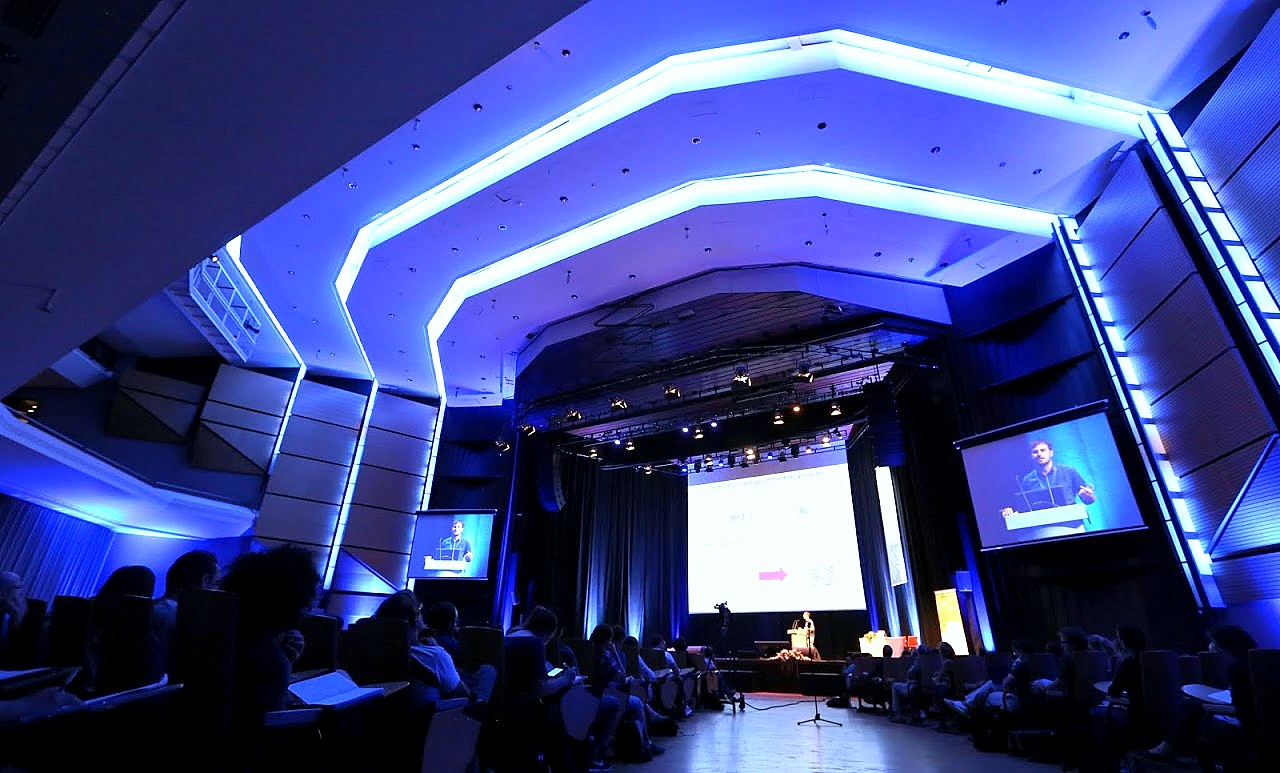
Budapest Kongresszusi Központ, nagyterem